# Stimmkreis Lindau, Sonthofen
Der Stimmkreis Lindau, Sonthofen ist einer von rund 90 Stimmkreisen bei Wahlen zum Bayerischen Landtag und zu den Bezirkstagen sowie bei Volksentscheiden. Er gehört zum Wahlkreis Schwaben. Bei der Landtagswahl 2018 umfasst er mindestens seit 2003 unverändert den Landkreis Lindau (Bodensee) sowie die Städte Immenstadt i.Allgäu, Sonthofen und die Gemeinden Bad Hindelang, Balderschwang, Blaichach, Bolsterlang, Burgberg i.Allgäu, Fischen i.Allgäu, Obermaiselstein, Oberstaufen, Oberstdorf, Ofterschwang und Rettenberg des Landkreises Oberallgäu. Die übrigen Gemeinden dieses Landkreises liegen im Stimmkreis 709.

## Landtagswahl 2023
Zur Landtagswahl 2023 traten folgende Parteien und Direktkandidaten im Stimmkreis Lindau, Sonthofen an und erzielten folgende Ergebnisse:
| Nr. | Direktkandidat       | Partei           | Erststimmen in % | Gesamtstimmen in % |
| --- | -------------------- | ---------------- | ---------------- | ------------------ |
| 1   | Eric Beißwenger      | CSU              | 36,5             | 37,5               |
| 2   | Thomas Gehring       | GRÜNE            | 16,4             | 15,8               |
| 3   | Ulrike Müller        | Freie Wähler     | 17,3             | 18,2               |
| 4   | Uwe Schweizer        | AfD              | 12,9             | 12,6               |
| 5   | Markus Kubatschka    | SPD              | 5,9              | 5,8                |
| 6   | Dominik Spitzer      | FDP              | 3,6              | 3,2                |
| 7   | Engelbert Blessing   | LINKE            | 1,5              | 1,3                |
| 8   | Julia Möller         | BP               | 0,7              | 0,6                |
| 9   | Michael Finger       | ÖDP              | 1,3              | 1,3                |
| 10  | Christian Matt       | Die PARTEI       | 1,0              | 0,9                |
| 11  | Eva-Maria Altemöller | Tierschutzpartei | 1,4              | 1,4                |
| 12  | Jas Fink             | V-Partei³        | 0,2              | 0,2                |
| 13  | Markus Bach          | dieBasis         | 1,3              | 1,2                |

## Landtagswahl 2018
Im Stimmkreis waren insgesamt 118.758 Einwohner wahlberechtigt. Die Landtagswahl am 14. Oktober 2018 hatte folgendes Ergebnis:
| Direktkandidat      | Partei       | Erststimmen in % | Gesamtstimmen in % | Veränderung der Gesamtstimmen im Vergleich zur Landtagswahl 2013 in % |
| ------------------- | ------------ | ---------------- | ------------------ | --------------------------------------------------------------------- |
| Eric Beißwenger     | CSU          | 35,8             | 36,4               | − 12,5                                                                |
| Michael Maffenbeier | SPD          | 5,4              | 5,6                | − 7,9                                                                 |
| Leopold Herz        | Freie Wähler | 16,5             | 17,9               | + 5,5                                                                 |
| Thomas Gehring      | GRÜNE        | 23,0             | 21,2               | + 9,3                                                                 |
| Dominik Spitzer     | FDP          | 5,1              | 4,5                | + 1,1                                                                 |
| Michael Schlotter   | LINKE        | 2,8              | 2,8                | + 1,1                                                                 |
| Otto Leising        | BP           | 1,3              | 1,3                | − 0,6                                                                 |
| Michael Finger      | ÖDP          | 1,2              | 1,2                | − 1,4                                                                 |
| -                   | PIRATEN      | -                | 0,2                | − 1,6                                                                 |
| Axel Keib           | AfD          | 8,1              | 7,9                | + 7,9                                                                 |
| Matthias Hüntemann  | mut          | 0,3              | 0,2                | + 0,2                                                                 |
| -                   | Die Partei   | -                | 0,3                | + 0,3                                                                 |
| Stefan Herzog       | V-Partei³    | 0,4              | 0,4                | + 0,4                                                                 |

## Landtagswahl 2013
Die Wahlbeteiligung der 118.263 Wahlberechtigten im Stimmkreis betrug 61,5 Prozent, bei einem Landesdurchschnitt von 63,9 Prozent war dies Rang 68 unter den 90 Stimmkreisen. Das Direktmandat ging an Eberhard Rotter (CSU).
| Direktkandidat      | Partei       | Erststimmen | Gesamtstimmen | Gesamtstimmen ggü. Bayern (%p) | Gesamtstimmen ggü. 2008 (%p) |
| ------------------- | ------------ | ----------- | ------------- | ------------------------------ | ---------------------------- |
| Eberhard Rotter     | CSU          | 48,7 %      | 48,9 %        | +1,2 %                         | +2,3 %                       |
| Jörg Hilbert        | SPD          | 13,9 %      | 13,5 %        | −7,1 %                         | +2,9 %                       |
| Leopold Herz        | FREIE WÄHLER | 13,0 %      | 12,5 %        | +3,5 %                         | +0,1 %                       |
| Ulrich Leiner       | GRÜNE        | 11,1 %      | 11,9 %        | +3,3 %                         | −2,5 %                       |
| Stephan Thomae      | FDP          | 3,5 %       | 3,4 %         | +0,1 %                         | −3,6 %                       |
| Karin Weiß          | DIE LINKE    | 1,7 %       | 1,8 %         | −0,3 %                         | −2,0 %                       |
| Xaver Fichtl        | ÖDP          | 2,7 %       | 2,7 %         | +0,7 %                         | +0,9 %                       |
| Georg Pretscher     | REP          | 0,8 %       | 0,7 %         | −0,3 %                         | −0,2 %                       |
| Markus Maucher      | NPD          | 0,7 %       | 0,6 %         | X                              | −0,2 %                       |
| Josef Kirchmann     | BP           | 2,0 %       | 1,9 %         | −0,2 %                         | +0,6 %                       |
| Kein Direktkandidat | FRAUENLISTE  | X           | 0,3 %         | X                              | X                            |
| Hans-Peter Frommelt | PIRATEN      | 1,8 %       | 1,8 %         | −0,2 %                         | X                            |

## Landtagswahl 2008
Bei der Landtagswahl 2008 waren im Stimmkreis 118.271 Einwohner wahlberechtigt. Die Wahlbeteiligung betrug 61,4 %. Die Wahl hatte folgendes Ergebnis:
| Direktkandidat   | Partei                | Erststimmen in % | Gesamtstimmen in % | Veränderung der Gesamtstimmen im Vergleich zur Landtagswahl 2003 in % |
| ---------------- | --------------------- | ---------------- | ------------------ | --------------------------------------------------------------------- |
| Eberhard Rotter  | CSU                   | 44,4             | 46,6               | - 15,7                                                                |
| Bernd Haberkorn  | SPD                   | 10,4             | 10,6               | - 2,3                                                                 |
| Adi Sprinkart    | Bündnis 90/Die Grünen | 17,4             | 14,4               | + 2,0                                                                 |
| Leopold Herz     | Freie Wähler          | 11,5             | 12,4               | + 7,2                                                                 |
| Michael Dietz    | FDP                   | 7,0              | 7,0                | + 4,8                                                                 |
| Konrad Huber     | REP                   | 0,9              | 0,9                | - 0,5                                                                 |
| Xaver Fichtl     | ödp                   | 1,9              | 1,8                | - 0,3                                                                 |
| Josef Kirchmann  | BP                    | 1,8              | 1,3                | + 0,8                                                                 |
| -                | BüSo                  | -                | -                  | 0,0                                                                   |
| Helmut Haselbach | Die Linke             | 3,9              | 3,8                | + 3,8                                                                 |
| Marc Freitag     | NPD                   | 0,8              | 0,8                | + 0,8                                                                 |
| -                | RRP                   | -                | 0,3                | + 0,3                                                                 |